# باشگاه فوتسال الماس شهر قم
باشگاه فوتسال الماس شهر قم یکی از باشگاه‌های فوتسال در ایران است.

## تاریخچه
نام این تیم، بارها و بارها با تغییر حامیان مالی این تیم تغییر یافته‌است. این تیم در فصل ۱۳۸۹ لیگ برتر فوتسال ایران به علت جذب حامی مالی جدید با نام کیش ایر قم به میدان رفت. امتیاز این تیم در سال ۱۳۹۰ به باشگاه فوتسال صبای قم انتقال یافت. در لیگ برتر فوتسال ایران ۱۳۹۶، این تیم با نام هیئت فوتبال قم فعالیت می‌کرد. در پایان این فصل و با سقوط این تیم به لیگ دسته یک، نام تیم به الماس شهر قم تغییر یافت.

## بازیکنان
در سال‌های گذشته بازیکنان صاحب نام و مربیان سرشناسی همچون حسین شمس، سید مهدی غیاثی، علی‌اصغر حسن‌زاده، وحید شمسایی، سید علی بکائیان و… در این تیم فعالیت داشته‌اند.

## افتخارات
- کسب مقام سومی لیگ برتر باشگاه‌های کشور
- کسب ۳ نائب قهرمانی لیگ برتر فوتسال ایران در دوره‌های ششم و دهم
- قهرمانی در جام حذفی فوتسال ایران
- کسب مقام قهرمانی جام رمضان تهران